# Моника Аспелунд
Моника Аспелунд (фин. Monica Aspelund; 16. јул 1946) је финска певачица. Представљала је Финску на Песми Евровизије 1977. Њена старија сестра је Ами Аспелунд.

## Биографија
Рођена у Васи, 16. јула 1946. године. Плесала је и певала у разним представама још од детињства. Своју прву песму Katso, kenguru loikkaa је објавила у јесен 1960. године са само 14 година. Након тога је снимила још много обрада познатих песама на фински попут Tahdon kaikki kirjeet takaisin, Lady Sunshine ja Mister Moon и En Ilman Häntä Olla. 1973. почиње међународну каријеру. Зна причати шведски, па се 1973. укључила у шведску групу Family Four. 1974. године издаје први самостални албум Valkoiset laivat – Sininen meri.
1975. године се први пут такмичила на финском националном избору за Песму Евровизије са оркестром Монике и Арона Раинена, са песмом Fasten Seatbelts. 1976. се поново такмичила, али без успеха. 1977. године побеђује на финском националном избору и иде на Песму Евровизије. Одржана је у Лондону. Тамо је певала песму Lapponia. Билаје десета са 51 бодом. Песма је ојављена у двадесет европских земаља, а такође и у Аустралији, Бразилу, Израелу и Турској. Песма је доживела обраде на холандском, енглеском, француском, немачком и шведском, као и на финском. 1978. се опет такмичила на националном избору са песмом Kultaa hopeaa, али безуспешно.
30. септембра 1978. Аспелунд је била путница у авиону Finnair Flight 405, кога је отео нападач. Аспелунд и остали путници и посада су спашени. Око 1980. Аспелунд се развела и преселила у Лејк Ворт на Флориди. Од тада се само повремено враћала у Шведску и Финску. 2010. године се вратила за стално у Финску.